# Солодовников, Иван Александрович
Иван Александрович Солодовников (родился 9 апреля 1985) — российский политический деятель, депутат Государственной думы VIII созыва от партии «Единая Россия» (с 2021 года), кандидат экономических наук.

## Биография
Советник курского губернатора Романа Старовойта, после отказа которого от мандата стал депутатом. С 2015 года возглавлял ГУП «Моссвет» в Москве. С 2019 года работал директором ГУП МосжилНИИпроект.
Один из двух депутатов от Единой России, который проголосовал против обращения к Путину с просьбой признать независимость ДНР и ЛНР.
В сентябре 2022 года посетил Першотравневый раойон ДНР с гуманитарной миссией.
Из-за поддержки российско-украинской войны — под санкциями 27 стран ЕС, Великобритании, США, Швейцарии, Австралии, Японии, Украины, Новой Зеландии.